# 向警予故居 (溆浦县)
向警予故居位于湖南省怀化市溆浦县城，是一栋坐北朝南的四合院民居，松杉木架构，始建于清代早期。1895年，中国共产党早期妇女运动领导人向警予在这里出生。
向警予同志故居与生平事迹陈列室，纪念碑广场一起组成了向警予同志纪念馆。

## 链接
- 怀化溆浦向警予故居[]